# Frédéric Pinon
Frédéric Pinon (Décines-Charpieu, 22 de septiembre de 1971) es un deportista francés que compitió en remo. Ganó dos medallas de plata en el Campeonato Mundial de Remo, en los años 1997 y 1998, ambas en la prueba de cuatro sin timonel ligero.

## Palmarés internacional
| Campeonato Mundial | Campeonato Mundial     | Campeonato Mundial | Campeonato Mundial        |
| Año                | Lugar                  | Medalla            | Prueba                    |
| ------------------ | ---------------------- | ------------------ | ------------------------- |
| 1997               | Aiguebelette (Francia) | Medalla de plata   | Cuatro sin timonel ligero |
| 1998               | Colonia (Alemania)     | Medalla de plata   | Cuatro sin timonel ligero |